# Bloc (roca)

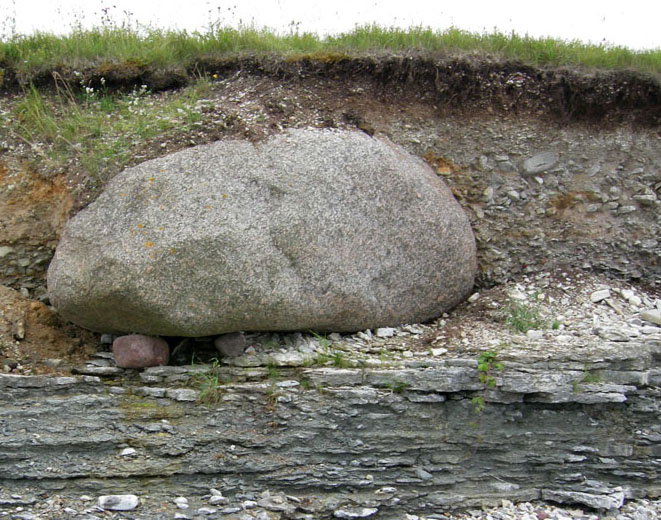
Bloc a una platja d'Estònia. Es considera que és erràtic perquè és producte del moviment d'una glacera i té una composició diferent de la roca mare.

Un bloc de pedra és un fragment de roca, de mida més gran de 25 cm, més gran que els còdols però que està solt, de manera que es pot moure per processos mecànics naturals com són els corrents d'aigua, els moviments de terra o la força de la gravetat en els vessants prou inclinats. En fer servir la paraula "bloc" no es fa distinció de forma o de classe de roca, però generalment es tracta de peces anguloses i facetades.
Si bé, en general, els blocs poden arribar a ser molt grossos, altres vegades es fa referència a "petits blocs", que poden ser manejats per l'ésser humà, és preferible anomenar clasts als fragments angulosos amb arestes vives.

## Granulometria
Dins la classificació granulomètrica de les partícules del sòl els blocs ocupen el següent lloc::
| Partícula | Mida           |
| --------- | -------------- |
| Argiles   | < 0,002 mm     |
| Llims     | 0,002-0,063 mm |
| Sorres    | 0,063-2 mm     |
| Graves    | 2-32 mm        |
| Còdols    | 32 mm-25 cm    |
| Blocs     | >25 cm         |